# Chapelle Saint-Lubin de Kergrist-Moëlou
La chapelle Saint-Lubin est un édifice situé à Kergrist-Moëlou, en France.

## Localisation
La chapelle est située sur le territoire de la commune de Kergrist-Moëlou, dans le département  des Côtes-d'Armor, en région Bretagne.

## Description
La chapelle, dont le nom complet est « Saint-Lubin de Coz illis » (Coz Illis signifie « vieille église » en breton ), ancienne église paroissiale, date du milieu du XVIe siècle, sauf sa façade ouest qui date de 1767. Elle est sous le double patronage de saint Pierre et saint Lubin ; ce dernier était invoqué pour guérir les rhumatismes ; les pèlerins s'aspergeaient les parties malades avec l'eau de la fontaine ; un ossuaire datant du XVIe siècle se trouve à proximité.

## Historique
La chapelle et la clôture de cimetière qui l'entoure est inscrite au titre des monuments historiques par arrêté du 7 décembre 1925.

## Galerie

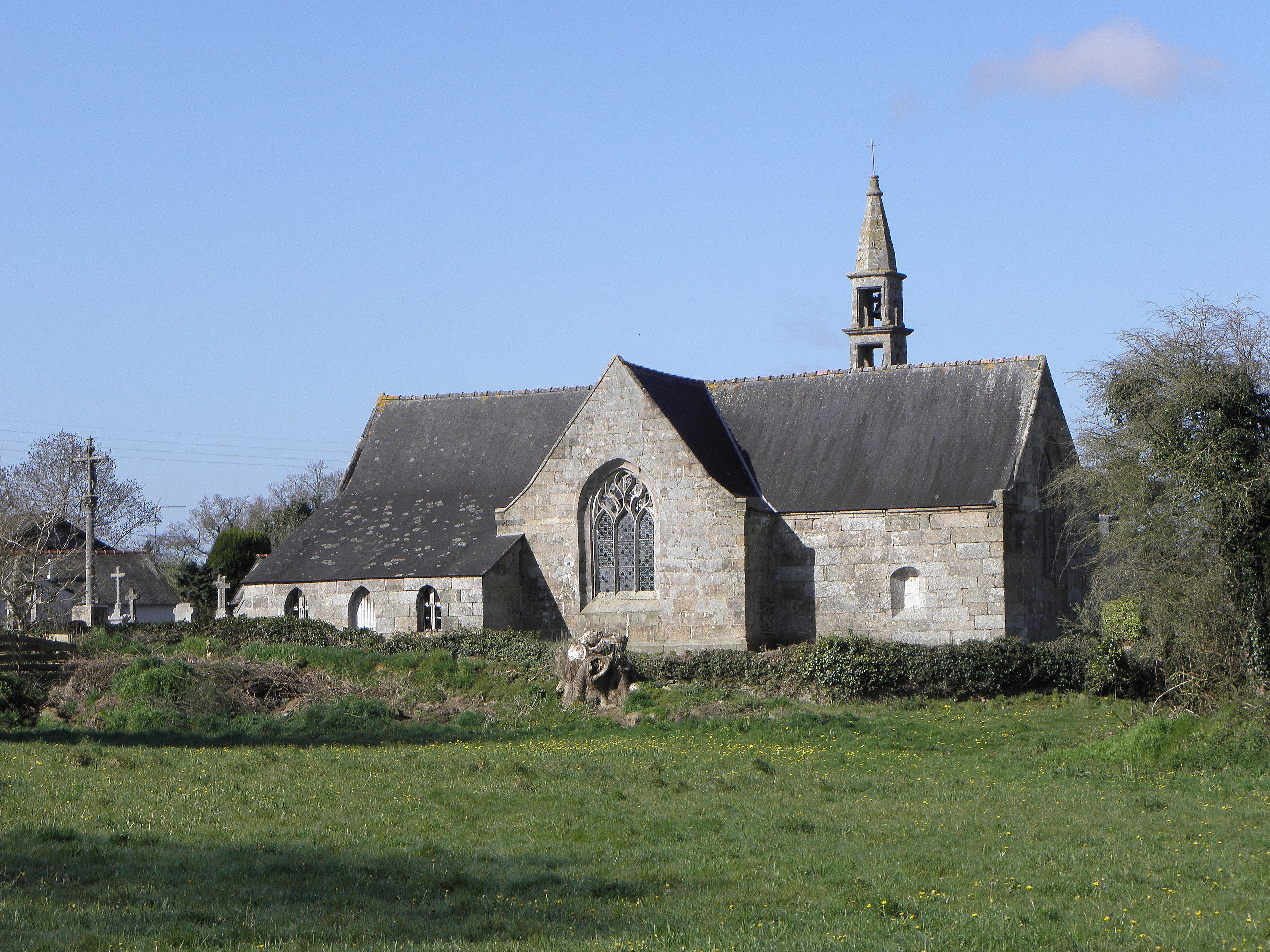
La chapelle Saint-Lubin : vue extérieure d'ensemble.
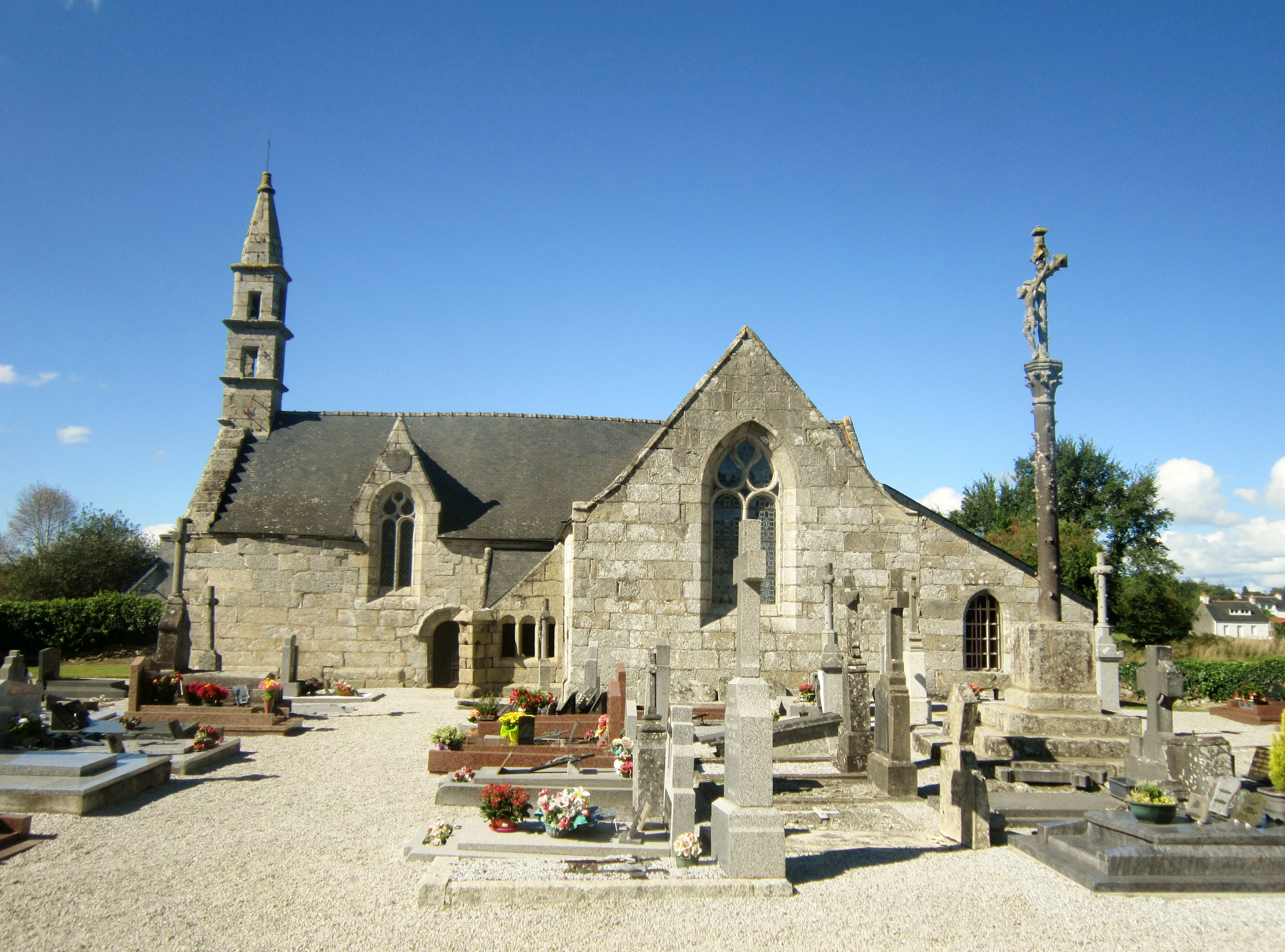
La chapelle Saint-Lubin et son enclos paroissial.
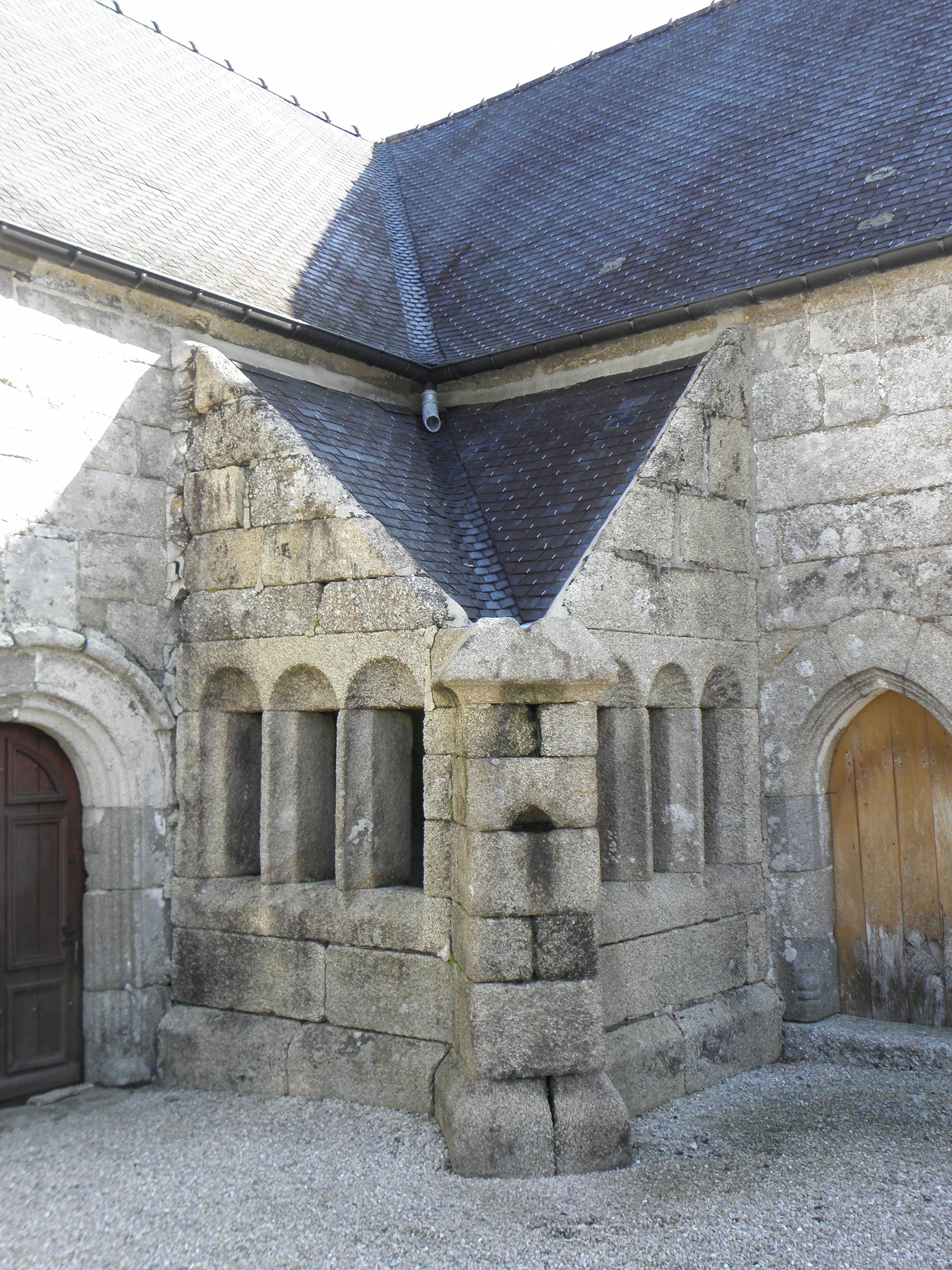
L'ossuaire attaché à la chapelle Saint-Lubin.
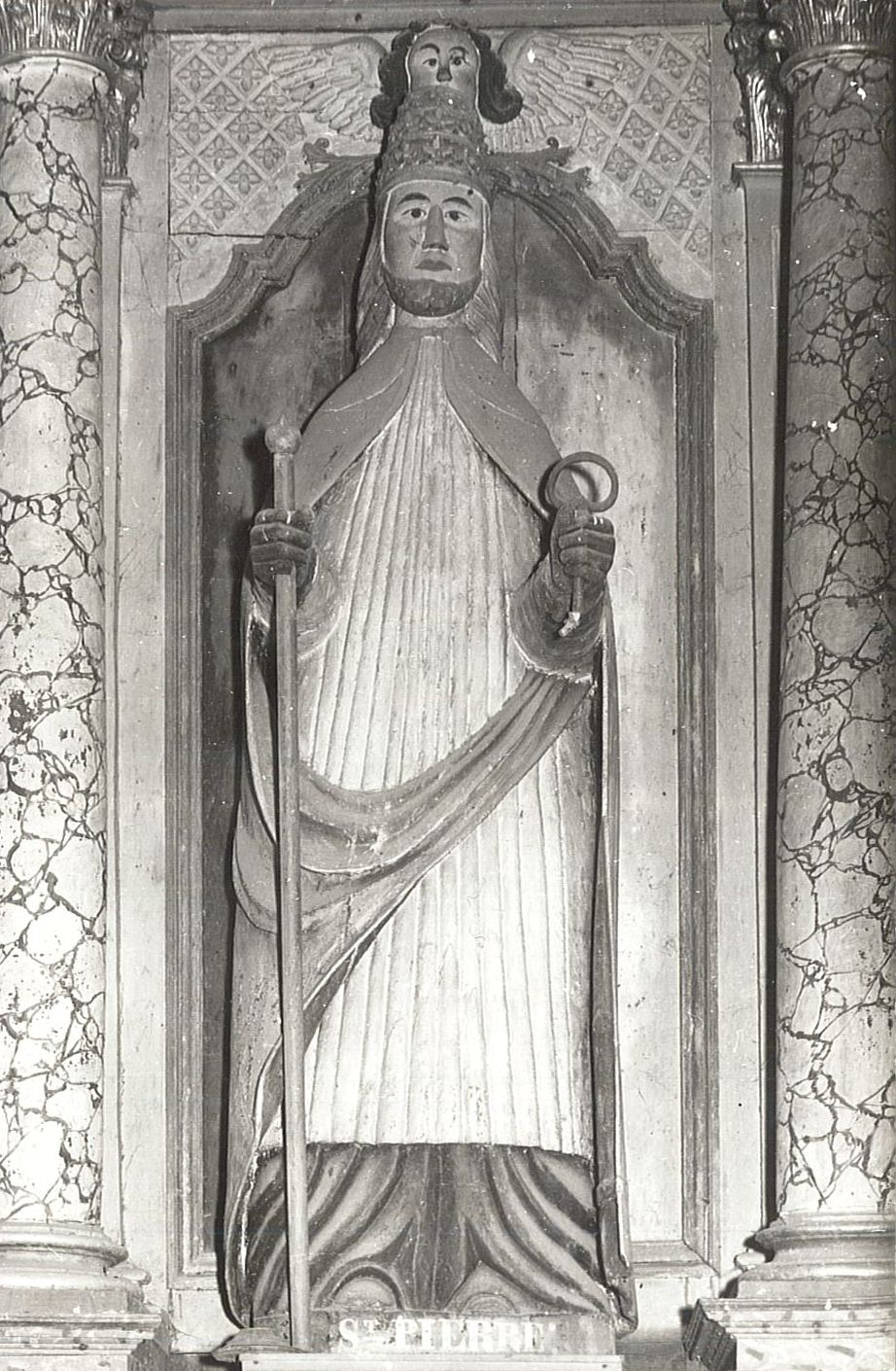
Chapelle Saint-Lubin : statue de saint Pierre.
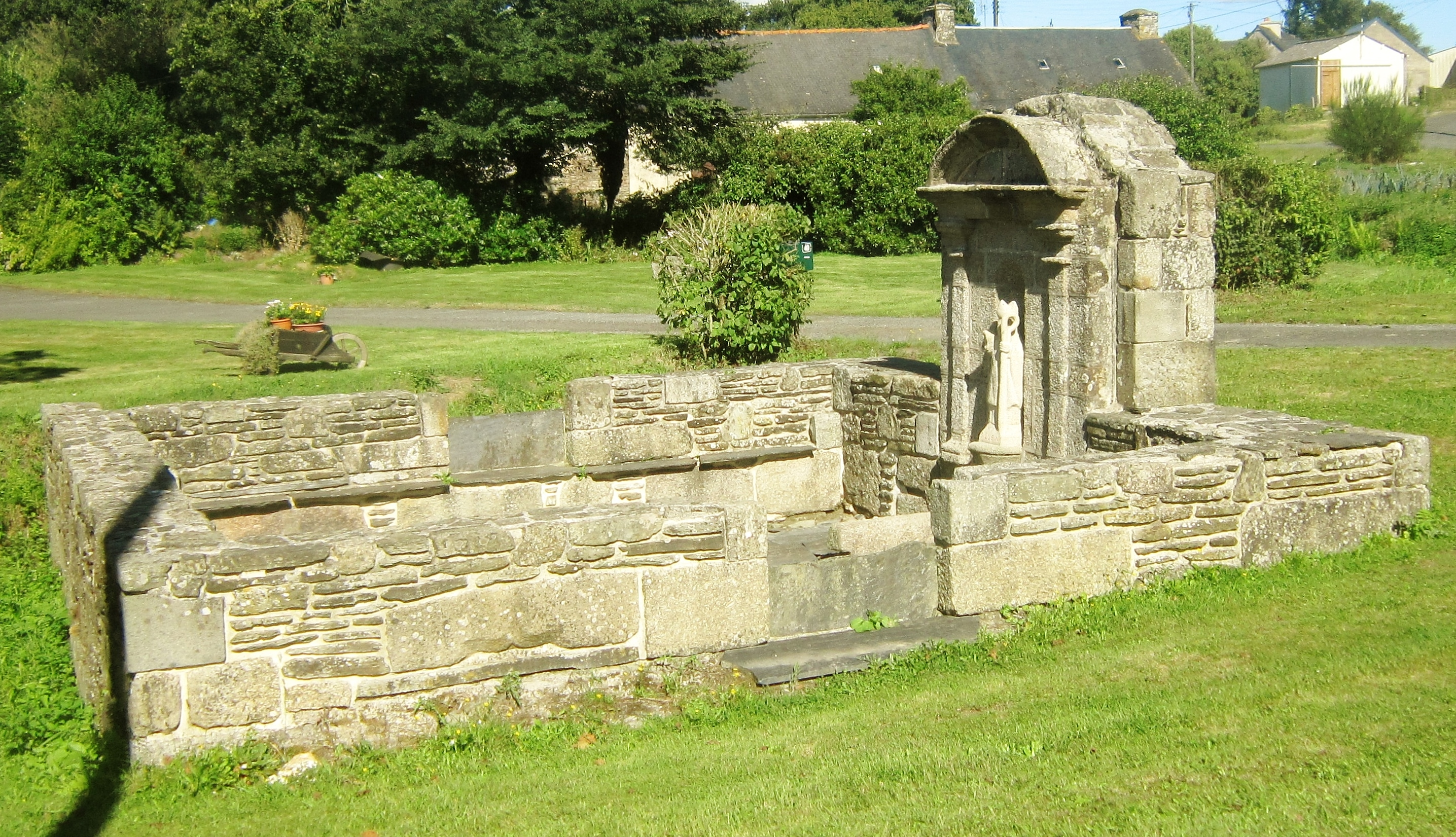
La fontaine de dévotion près de la chapelle Saint-Lubin : vue d'ensemble.
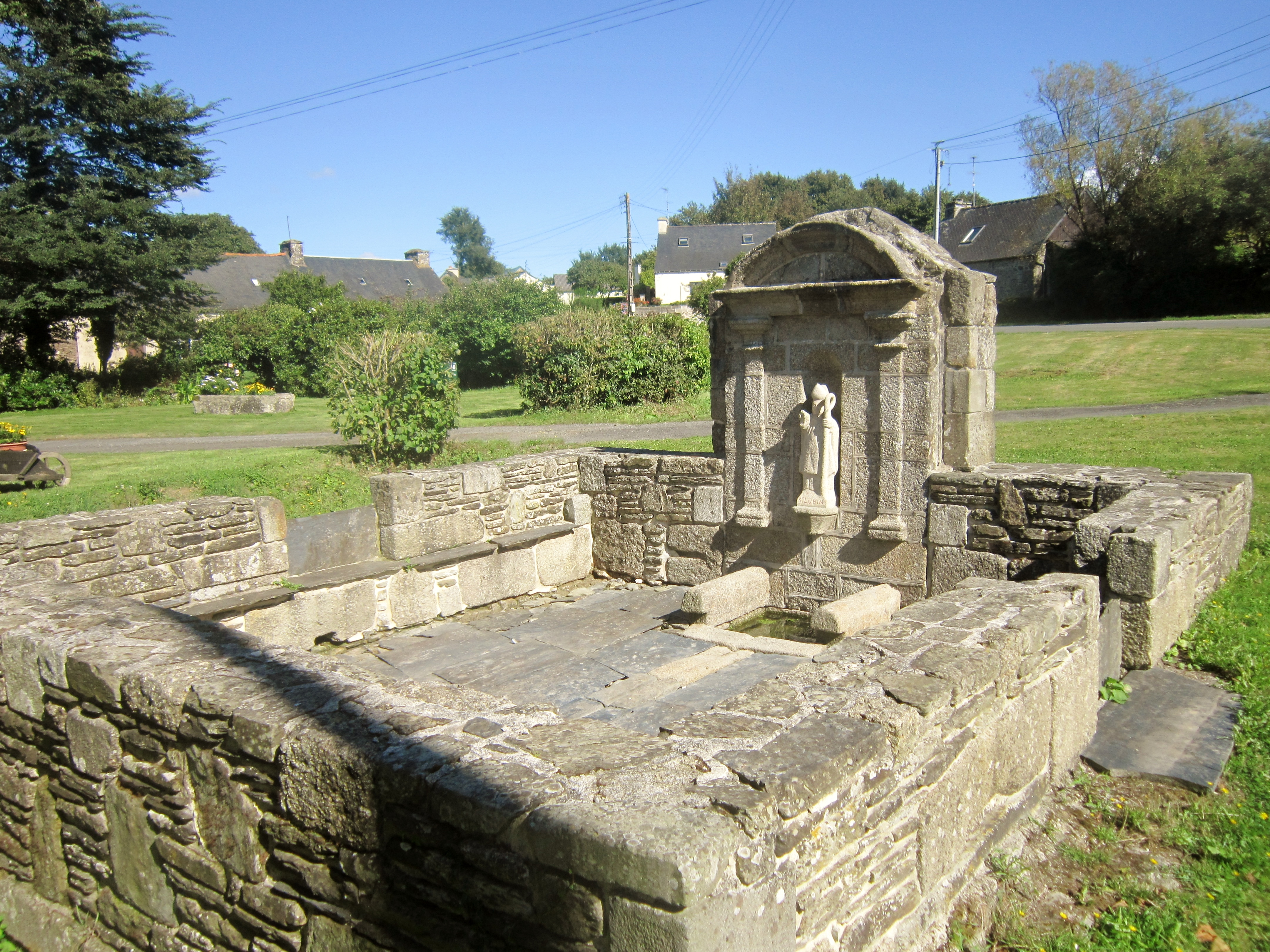
La fontaine de dévotion près de la chapelle Saint-Lubin : vue rapprochée.
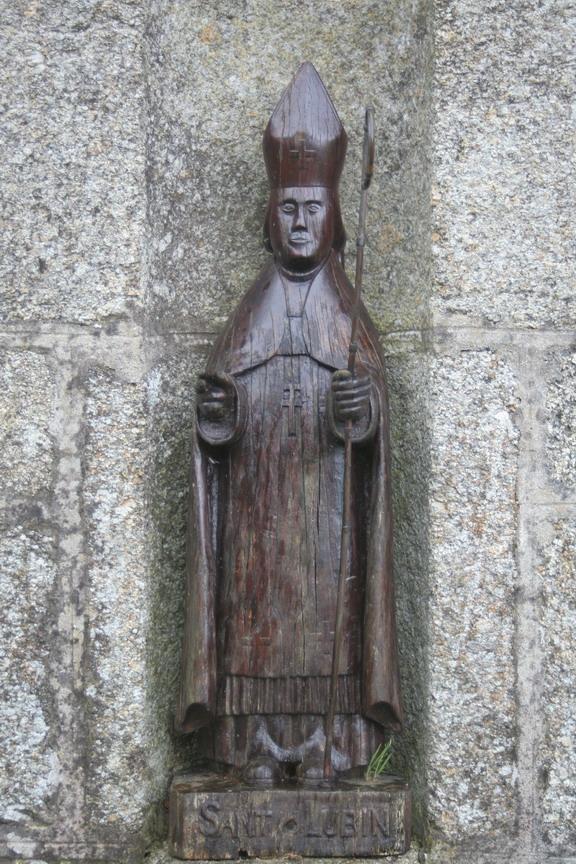
Statue de saint Lubin (fontaine Saint-Lubin).